# Tony Cardenas

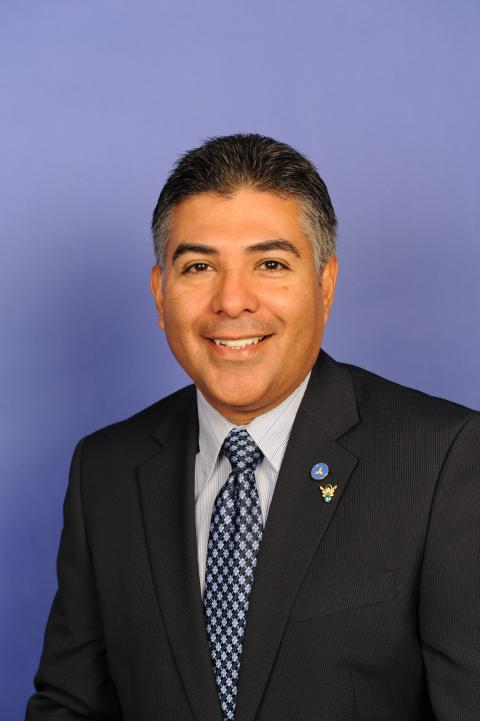
Tony Cardenas (2013)

Antonio „Tony“ Cárdenas (* 31. März 1963 in San Fernando, Kalifornien) ist ein US-amerikanischer Politiker der Demokratischen Partei. Seit 2013 vertritt er den 29. Kongresswahlbezirk des Bundesstaats Kalifornien im US-Repräsentantenhaus.

## Werdegang
Tony Cardenas studierte bis 1986 an der University of California in Santa Barbara Elektrotechnik. Danach arbeitete er als Immobilienmakler und Versicherungsvertreter.
Zwischen 1996 und 2002 war Cardenas Abgeordneter in der California State Assembly. Dort leitete er zeitweise den Haushaltsausschuss. Ab 2003 saß er im Stadtrat von Los Angeles.
Bei der Wahl 2012 wurde Cardenas im 29. Kongresswahlbezirk Kaliforniens in das US-Repräsentantenhaus in Washington, D.C. gewählt, wo er am 3. Januar 2013 die Nachfolge von Adam Schiff antrat, der in den 28. Distrikt wechselte. Der Bezirk deckt einen Teil des San Fernando Valley ab. Bei der Wahl setzte er sich mit 74 zu 26 Prozent der Stimmen gegen den parteilosen Kandidaten David R. Hernandez durch. Nach vier Wiederwahlen in den Jahren 2014, 2016, 2018 und 2020 läuft sein Mandat im Repräsentantenhaus des 117. Kongresses bis zum 3. Januar 2023.
Anfang Mai 2018 wurde bekannt, dass ein Strafverfahren wegen eines mutmaßlichen sexuellen Übergriffs gegen eine Minderjährige gegen Cardenas lief. Er soll 2007 eine 16-Jährige bei einer Notarztfahrt an ihren Genitalien berührt haben. Cardenas bestreitet diese Vorwürfe. Im Juli 2019 wurde die Klage abgewiesen.
Cardenas ist verheiratet und hat vier Kinder. Privat lebt er in Los Angeles.

## Belege
1. ↑  Dakota Smith: L.A. County politician sexually assaulted woman when she was 16, lawsuit claims. In: The Los Angeles Times, 27. April 2018; Erica Werner, Elise Viebeck: Rep. Tony Cárdenas denies lawsuit’s allegations of child sex abuse in 2007. In: The Washington Post, 3. Mai 2018.
2. ↑  Maeve Reston: US Congressman Tony Cardenas says sexual abuse lawsuit dropped. In: CNN. 4. Juli 2019, abgerufen am 16. Januar 2020.

| Personendaten    | Personendaten                          |
| ---------------- | -------------------------------------- |
| NAME             | Cardenas, Tony                         |
| ALTERNATIVNAMEN  | Cardenas, Antonio (vollständiger Name) |
| KURZBESCHREIBUNG | US-amerikanischer Politiker            |
| GEBURTSDATUM     | 31. März 1963                          |
| GEBURTSORT       | San Fernando, Kalifornien              |